# Dasypeltis
Genre
Dasypeltis est un genre de serpents de la famille des Colubridae.

## Répartition
Les 13 espèces de ce genre se rencontrent en Afrique.

## Description

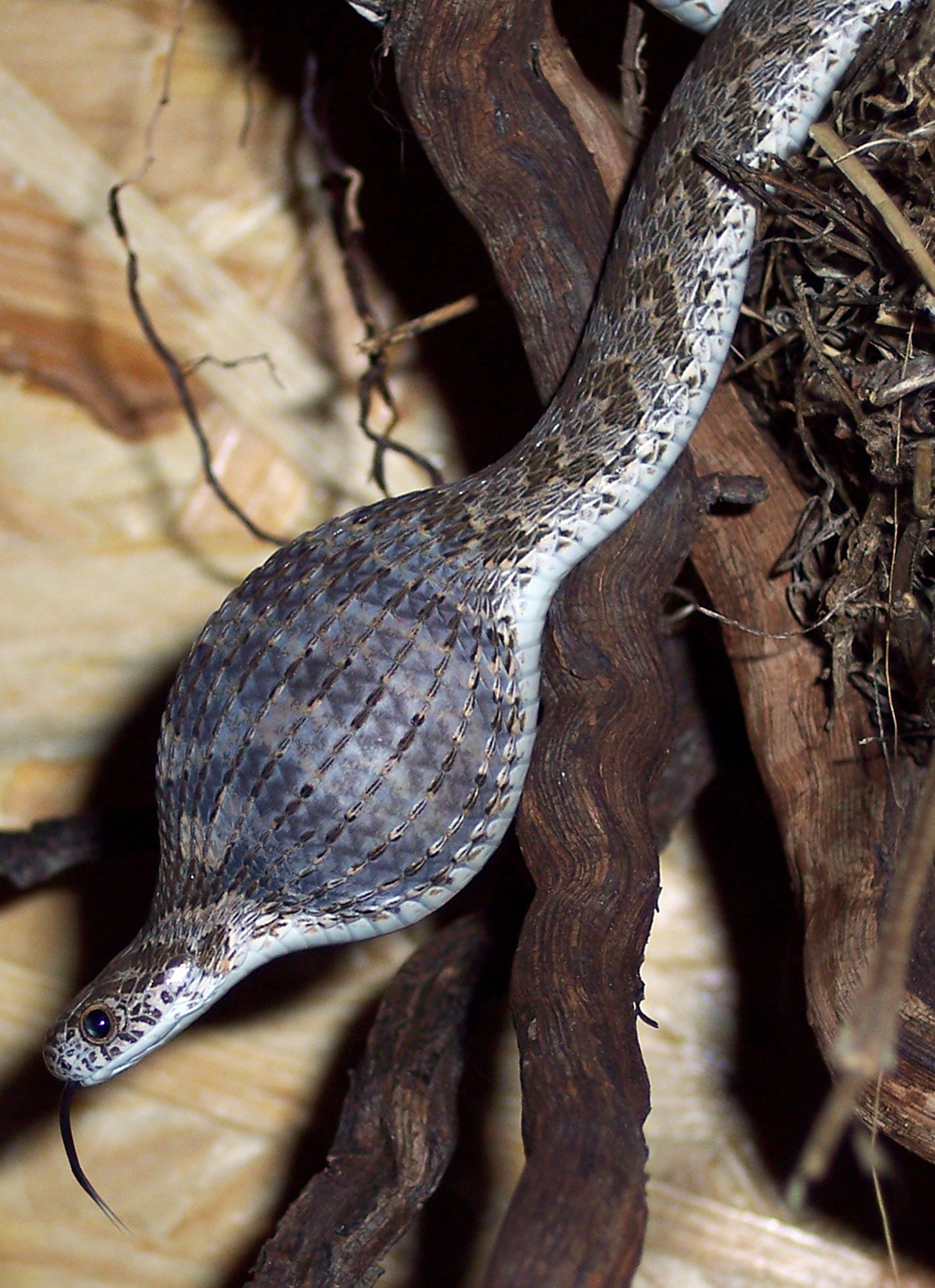
Dasypeltis scabra avalant un œuf.

Les espèces de ce genre présentent la particularité de s'alimenter exclusivement d’œufs. Elles sont de fait non venimeuses. Selon les espèces leur taille varie entre 30 et 100 cm et leur couleur varie du brun clair au gris olive foncé avec parfois des taches noires. Leur pupille est verticale et de forme elliptique.

## Liste des espèces
Selon The Reptile Database (7 mai 2017) :
- Dasypeltis abyssina (Duméril, Bibron & Duméril, 1854)
- Dasypeltis atra Sternfeld, 1912
- Dasypeltis bazi Saleh & Sarhan, 2016
- Dasypeltis confusa Trape & Mané, 2006
- Dasypeltis fasciata Smith, 1849
- Dasypeltis gansi Trape & Mané, 2006
- Dasypeltis inornata Smith, 1849
- Dasypeltis latericia Trape & Mané, 2006
- Dasypeltis medici (Bianconi, 1859)
- Dasypeltis palmarum (Leach, 1818)
- Dasypeltis parascabra Trape, Mediannikov & Trape, 2012
- Dasypeltis sahelensis Trape & Mané, 2006
- Dasypeltis scabra (Linnaeus, 1758)
- Dasypeltis taylori Bates & Broadley, 2018

## Publication originale
- Wagler, 1830 : Natürliches System der Amphibien, mit vorangehender Classification der Säugetiere und Vögel. Ein Beitrag zur vergleichenden Zoologie. 1.0. Cotta, München, Stuttgart and Tübingen, p. 1-354 (texte intégral).